# Storia del Partito della Rifondazione Comunista (2004-2006)
La Storia del Partito della Rifondazione Comunista dal 2004 al 2006 comprende il biennio nel quale il Prc esce dal suo isolamento per fondare a livello nazionale l'alleanza dell'Unione e per fondare a livello europeo il Partito della Sinistra Europea. È l'ultima fase di opposizione ai governi di Silvio Berlusconi.

## Nasce il Partito della Sinistra Europea
Dalla fine del 2002, Bertinotti intesse dialoghi coi leader europei dei partiti antiliberisti di varia estrazione. L'obiettivo è quello di fondare «un partito europeo di sinistra alternativa». Non una nuova internazionale "europea" di partiti comunisti, visto che è aperto anche a partiti socialisti massimalisti. Lo spiega bene Ramon Mantovani nel 2003: «Non ci sarà mai un'altra Internazionale Comunista. Almeno, noi non vi parteciperemo. Le relazioni tra partiti devono esistere sulla base della politica, non dell'ideologia».
Del progetto il partito è pressoché all'oscuro e ne avrà ampia notizia il giorno dopo la fondazione del Partito della Sinistra Europea, che avverrà il 10 gennaio 2004 a Berlino, nella stessa stanza dove nella notte di capodanno del 1918 Rosa Luxemburg assieme a Karl Liebknecht fondò il Partito Comunista di Germania.
A firmare l'appello fondativo saranno 11 partiti su 19 presenti, compreso il Prc, che Bertinotti leggerà come «una rottura di continuità con il passato, che non può limitarsi a rinnegare stalinismo e leninismo, ma che introduce la nonviolenza come elemento di riforma del comunismo medesimo». Si decide altresì, su idea di Bertinotti, di recarsi ad omaggiare la tomba della Luxemburg («è difficile trovare un'immagine più pulita e indiscutibile, priva di ogni elemento negativo, di quella di Rosa Luxemburg»), e di ripetere l'iniziativa ogni anno nella seconda settimana di gennaio (la Luxemburg morì il 15 gennaio).
Al suo ritorno in Italia, Bertinotti trova mezzo partito contrariato per l'adesione alla Se avvenuta per iniziativa del solo segretario e senza la consultazione di organi dirigenti anche minimi, come la segreteria nazionale.
Il malumore sarà evidente nella Direzione Nazionale del 28 gennaio, dove l'adesione alla Se passa con appena 21 sì, 17 no (tra cui due bertinottiani) e un'astensione polemica. Ma per Bertinotti tanto peggio, tanto meglio: «Dissensi rilevanti significano che la scelta è veramente innovativa».
Il 6 e 7 marzo tocca al Cpn la decisione definitiva. La maggioranza si sfalda e vengono presentati 5 documenti. Il documento del segretario passa comunque con 67 sì e 53 no. Viene così modificato anche il simbolo del Prc, dove viene aggiunta a sinistra un'"unghia" rossa con scritto Sinistra Europea. Nello stesso Cpn passa anche la linea di proseguire l'unità d'azione col centrosinistra con 82 sì (bertinottiani e grassiani).
Con questo voto positivo, il Prc può partecipare l'8 e il 9 maggio a Roma al congresso fondativo della Se, dove Fausto Bertinotti viene eletto presidente all'unanimità.

## Rifondazione o liquidazione comunista?
Dopo due anni di svolte, innovazioni, discussioni, e soprattutto dopo che il 2003 ha visto cambiare ideologicamente e strategicamente il Prc di 180°, in tanti cominciano a chiedersi dove vuole arrivare la rifondazione bertinottiana del comunismo.
Al riguardo è fondamentale un articolo de la Repubblica del 27 dicembre 2003 ripubblicato su Liberazione il giorno dopo. Un articolo che fa un bilancio delle svolte bertinottiane ricollegandole a quelle compiute dal Partito Socialdemocratico di Germania (Spd) nel 1959 al congresso di Bad Godesberg, che resero la Spd un partito che abbandonava la prospettiva rivoluzionaria per abbracciare il riformismo (vedi anche socialdemocrazia).
Il giudizio del quotidiano fondato da Eugenio Scalfari non è diverso da quello che vanno maturando altri osservatori esterni sia di destra che di sinistra. Secondo l'autore Goffredo De Marchis, Bertinotti ha intrapreso una «lunga marcia lenta e problematica, a volte noiosa», per «rimanere comunisti di nome ed esserlo sempre meno di fatto». Per cui «sempre di più di comunista Bertinotti lascia che nella vicenda il Prc rimanga soltanto il nome. Viene reciso il cordone ombelicale con l'ideologia, con il 'grande cambiamento promesso' nel nome del quale il comunismo ha perpetrato i suoi 'orrori'». Del resto, nel cercare di avvicinare i newglobal al Prc, «l'iconografia comunista appare dunque un peso e quello spazio lasciato libero dall'uscita di scena di Sergio Cofferati candidato a Bologna va guidato con parole d'ordine chiare (la non violenza) ma con il massimo di apertura e indefinitezza».
Dopo questo articolo, consistenti pezzi del partito vedono la fondazione della Se come un nuovo campanello d'allarme. Anche i Comunisti Italiani ironizzano chiedendosi se «Bertinotti si stia occhettizzando», con riferimento, più che a Bad Godesberg , alla svolta della Bolognina che trasformò il Pci in Pds.
I conservatori grideranno definitivamente al pericolo di una liquidazione dell'ideologia comunista dopo un'intervista di Valentino Parlato a Bertinotti pubblicata su il manifesto in occasione dell'80º anniversario della morte di Lenin (21 gennaio 2004).
Esordisce Bertinotti: «Penso che non solo Lenin, ma tutti i grandi leader del movimento operaio del '900, siano morti e non solo fisicamente. Oggi sarebbe grottesco richiamarsi all'uno o all'altro». E aggiunge: «Vorrei vederlo in faccia uno che oggi dica: voglio fare un partito marxista o leninista e che voglia mettere questa definizione nel suo statuto». Ma chiude ricordando che «a Berlino sono andato a rendere un omaggio riconoscente a Rosa Luxemburg, e sono pronto anche a rendere omaggio al mausoleo di Lenin. Sono disponibile, ma se uno mi impone di leggere un solo libro per continuare a camminare, scelgo Marx».
Commenterà più in là Parlato: «L'uscita di Bertinotti mi ricorda quella di Bettino Craxi su Proudhon. Si scomodano i princìpi per un'operazione politica, la cui sostanza è di respingere tutta la tradizione comunista».
Secondo Marco Ferrando si è davanti a «una copertura culturale per la svolta di governo». Bertinotti «sconfina nella metafisica celeste», per offrire ai poteri forti un'immagine «accattivante in vista di un coinvolgimento del Prc in un governo di centrosinistra. È paradossale che mentre si celebra la rottura con la cultura del potere, che è poi una rottura con il marxismo, ci si prepari a chiedere posti nel nuovo governo di centrosinistra e, di fatto, a cancellare l'opposizione comunista in Italia». Bertinotti «punterebbe, in accordo con D'Alema, a spartirsi le spoglie del cofferatismo».
Per Grassi invece è giusto «cercare un'intesa possibile con il centrosinistra e contemporaneamente mantenere la nostra identità comunista. Un conto è rivisitare criticamente la storia del Novecento, un altro è liquidarla frettolosamente. Se è un errore pensare che tutto è scritto, non meno grave è non avere più punti di riferimento».
Il 14 febbraio 2004 nascono gli Autoconvocati del Prc, ovvero un gruppo di militanti e dirigenti laziali che si oppongono a Bertinotti, alla Se e alla svolta nonviolenta. Nati come piccolo gruppo, arriveranno ad avere simpatizzanti in tutta Italia al di là delle divisioni correntizie del partito. Loro portavoce sarà Germano Monti.
Gli Autoconvocati terranno la loro I assemblea nazionale il 21 marzo a Roma, e ne seguirà una seconda a Parma il 18 aprile, e una terza e una quarta a Roma, rispettivamente l'8 maggio e il 4 giugno.
Gli Autoconvocati faranno parlare di sé nei giornali, irritando non poco il segretario Bertinotti, quando il 7 maggio fanno irruzione nel salone della Stampa Estera a Roma, dove è in corso la presentazione del nuovo Partito della Sinistra Europea da parte di Fausto Bertinotti, Lidia Menapace, Raniero La Valle, Luisa Morgantini e Vittorio Agnoletto.
Il tutto avviene con uno striscione e volantini col simbolo (vecchio) del Prc e la scritta BERTINOT IN MY NAME, rifacendosi a un fortunato slogan pacifista contro la guerra in Iraq (not in my name).
Ufficialmente «gli Autoconvocati si propongono la riaffermazione delle ragioni fondanti di un partito autenticamente antagonista, nato in contrapposizione - e non in continuità - con la svolta occhettiana della Bolognina che pose fine all'esistenza del Pci», ma nell'immediato si propongono piccole battaglie simboliche. Avrà, per esempio, successo il ricorso che presentano alla Commissione Nazionale di Garanzia per dichiarare illegittimo l'uso del nuovo simbolo "europeo" del Prc, in quanto introdotto senza un passaggio congressuale, ma con un semplice Cpn. La Cng gli darà ragione il 14 settembre, a elezioni europee svolte e alla vigilia del VI congresso di Rifondazione Comunista.

## Europee 2004: il caso Nunzio D'Erme
In vista delle elezioni europee del 2004, la Direzione Nazionale si riunisce il 23 marzo per approvare le liste e chi orientativamente far diventare europarlamentare del Prc. L'ipotesi condivisa è di riconfermare i quattro seggi, malgrado il calo di delegati europei spettanti all'Italia.
Bertinotti è capolista ovunque e ha deciso di lasciare la Camera dei deputati per l'europarlamento, dove intende andarci con Vittorio Agnoletto, il responsabile ambiente Roberto Musacchio e la pacifista Luisa Morgantini. La proposta passa con appena 17 sì contro 14 no.
Stavolta l'area de l'Ernesto si richiama fuori dalla maggioranza perché «non è una proposta che tiene conto delle pluralità politiche presenti nel partito». Anche le altre correnti concordano. Si contesta in pratica che si vuole eleggere solo bertinottiani (Musacchio) e troppi indipendenti (Agnoletto e Morgantini), per di più bertinottiani di fatto.
Superato, seppur di misura, anche questo scoglio, i veri problemi arriveranno dopo il voto del 12 e 13 giugno, quando si scoprirà non solo che è scattato un quinto seggio nella circoscrizione di Sicilia e Sardegna, ma che in quella del centro Italia, Nunzio D'Erme è risultato il terzo rifondatore più votato (22.944 preferenze) dopo Bertinotti e la Morgantini e, nella sola Roma è il più votato (13.000 circa) dopo Bertinotti.
In quel momento D'Erme è consigliere comunale a Roma come indipendente del Prc e la sua candidatura all'europarlamento rientrava in quel piano coerente di dare spazio ai movimenti, visto che D'Erme è il leader dei Disobbedienti romani e punto di riferimento del centro sociale "Corto circuito".
Sulla base dell'ottimo risultato, D'Erme chiede di essere eletto attraverso un gioco di rinunce da parte di Bertinotti e Morgantini che sarebbero comunque eletti, seppur a spese di altri. Bertinotti, che ufficialmente è l'unico vincitore dei 5 seggi, è però deciso a seguire la falsariga decisa in Dn a marzo, ma così facendo rischia di penalizzare il rapporto con i disobbedienti. Ma se si cede a D'Erme si priverebbe di rappresentanza il sud (dove l'eletto sarebbe Nichi Vendola,) e in Europa ci sarebbero ben tre indipendenti su cinque rifondatori eletti.
Il 16 giugno, alla vigilia della Dn che dovrà discutere dei risultati elettorali, Nunzio D'Erme si dimette da consigliere comunale. Intanto anche dalla Sicilia si propone di fare in modo di eleggere il segretario regionale del Prc Sicilia, Giusto Catania, arrivato terzo ad appena 51 voti dalla seconda che, anche qui, è la Morgantini.
Bertinotti prende tempo, ma alla fine, il 23 giugno decide: il quinto eletto sarà Vendola, Bertinotti si fa eleggere nelle isole e la Morgantini al centro Italia.
D'Erme è furente: «Usciamo da Rifondazione comunista e io rimetterò il mio mandato nelle mani del nostro popolo». E rimarca all'ANSA: «Sono stato tra i cinque più votati di Prc alle ultime elezioni ma Rifondazione non ha saputo riconoscere l'enorme valore di questa vittoria, privilegiando una scelta di partito» perché «quando si va al governo i movimenti diventano un problema di ordine pubblico, almeno secondo quella che è l'idea nella loro testa, che è meglio non ci sia». Il movimento dei Disobbedienti diramerà un comunicato dove definiranno la mancata elezione di D'Erme «uno schiaffo politico al movimento, un errore gravissimo che segna profondamente il rapporto con il partito della Rifondazione Comunista».
Tuttavia la vicenda avrà un esito imprevisto.
Il 16 luglio la Corte di cassazione decide di assegnare i seggi europei del Prc per sorteggio, perché Bertinotti ha reso noto alla suprema corte l'opzione di farsi eleggere nella circoscrizione insulare quel giorno stesso, anziché entro il 14 luglio, come prescriveva la legge. Dunque il sorteggio decide che Bertinotti rappresenterà il sud, sbarrando la strada per l'Europa a Vendola, il quale aveva già dato le dimissioni da deputato alla Camera.
Il sorteggio non è applicato alla Morgantini, che aveva reso noto in tempo di optare per la circoscrizione centro, dunque il quinto eletto è Giusto Catania.

## Il ritorno di Prodi e la voglia di elezioni primarie
Il 30 giugno 2004 il Consiglio europeo designa José Manuel Durão Barroso alla presidenza della Commissione europea. Per il presidente Romano Prodi si avvicina il suo ultimo giorno di lavoro in Unione europea, ovvero il 31 ottobre.
Tuttavia già da un anno Prodi è tornato a occuparsi di politica italiana, seppur non a tempo pieno. Così mentre iniziano le procedure per la formazione della nuova commissione Barroso, il 26 luglio Prodi da Padova lancia l'idea di scegliere il leader del centrosinistra italiano attraverso delle elezioni primarie, anche se tacitamente tutti sono d'accordo nel tornare ad affidare questo ruolo allo stesso Prodi. L'idea piace a l'Ulivo unanimemente (fatto salvo qualche distinguo), ma non suscita entusiasmi.
Bertinotti, due giorni dopo a la Repubblica, dirà che «il referendum su una sola persona non è democratico», che è «un'anomalia», per cui «se davvero si volessero fare le primarie, la questione andrebbe risolta con un'iniezione di democrazia. Diventa cioè necessario un altro candidato, al limite un uomo della sinistra alternativa, un candidato che sia la bandiera di una democrazia vivace. (...) In una situazione di questo genere posso pensare di candidarmi io come espressione della sinistra alternativa». Ma Bertinotti precisa di non sentire il «bisogno di primarie sulla leadership quanto sui contenuti programmatici».
Il 12 agosto riconfermerà tutto al Corriere della Sera, ma aggiungerà che per «primarie sul programma» intende agire «come si fa in fabbrica di fronte ad un accordo sindacale. Si sottopone al voto una piattaforma che comprende i punti più importanti e, dopo un confronto democratico, vince la maggioranza. Sarebbe bello se si pronunciassero tutti gli elettori delle opposizioni. Se poi risulta troppo complicato si eleggano i delegati. Ma non solo dei partiti: anche quelli dei movimenti e dei governi locali». E se Bertinotti dovesse perdere anche su temi come la guerra e le pensioni, «accetteremmo». Aggiunge anche che «non entrerò» in un futuro governo di centrosinistra, «ma il partito ci sarà», magari con ministri al welfare o all'economia.
La solita metà del Prc non bertinottiana, reagisce molto male a queste parole, perché indisponibile ad accettare il vincolo di maggioranza su temi come la pace e perché si dà ormai per scontata la presenza del Prc in un futuro governo di centrosinistra, senza che il partito si sia espresso in merito.
Due giorni dopo, dalle pagine de il manifesto, Bertinotti non nasconde l'irritazione: «Quelle polemiche io proprio non le capisco. Ma riconosco che forse si tratta di una questione di pelle: io vengo dalla cultura degli anni '70 e del sindacato dei consigli. Per me la partecipazione è l'elemento centrale nella definizione di una politica». Dunque nella definizione del programma sarà «il popolo elettore della coalizione» a essere «sovrano», pertanto «io, che non accetto di essere messo in minoranza in una riunione dei leader di partito, posso accettare di essere messo in minoranza, su singoli punti, dal popolo elettore» e «direi che su pochi temi come su questo possiamo avere un'ambizione egemonica di tutte le culture pacifiste. Non della sola Rifondazione, ma di tutte le culture pacifiste».
Tra le minoranza l'intervista non suona come un chiarimento, anzi! Ma tanta ostilità di Grassi, Ferrando e altri, è anche il sintomo che si sta per avvicinare un nuovo congresso.
Bertinotti ormai va deciso per la sua strada e su la Repubblica del 2 settembre torna nuovamente a far infuriare le minoranze confermando che «non io ma altri qualificati esponenti di Rifondazione dovranno certamente far parte del governo. E in posizioni non secondarie. Penso anche alla possibilità della istituzione di nuovi ministeri. Ricorderai certamente che il primo centrosinistra inventò non a caso, un ministero della Programmazione che prima non esisteva. Ma di questo ci sarà tempo per discutere». E conferma anche che «il comunismo è da reinventare».
Poi, il 7 settembre a Baghdad vengono rapite Simona Pari e Simona Torretta, giovani volontarie italiane di Un ponte per.... La vicenda si risolverà positivamente il 28 settembre, ma sarà la causa di nuove polemiche dentro il Prc, nate con un'ennesima intervista del segretario Bertinotti su la Repubblica del 9 settembre, il giorno dopo un vertice di tutti i partiti col governo per risolvere felicemente il sequestro.
Analizzata la situazione, Bertinotti ritiene che «in questi casi c'è un'urgenza temporale e di valori che impone una gerarchia, una scelta. Al primo posto c'è la salvezza delle volontarie. La priorità è trattare, trattare, trattare» e, di conseguenza, va accantonata la richiesta di ritiro delle truppe italiane dall'Iraq. Ma a fare discutere sarà soprattutto la distinzione per cui «c'è una Resistenza con la 'r' maiuscola come quella italiana. E ci sono le resistenze con la 'r' minuscola. La prima ha sconfitto il fascismo e dato una Costituzione repubblicana all'Italia, quella irachena, mi riferisco a chi è fuori dal terrorismo, può essere legittima perché lì si vive un'occupazione ma non contiene in sé la soluzione del problema».
Quanto alle primarie, la situazione sembra sbloccarsi l'11 ottobre. Quel giorno, alla presenza di Prodi, tutti i partiti de l'Ulivo decidono di allargare la coalizione all'Italia dei Valori e a Rifondazione Comunista. Muore l'Ulivo e nasce la Grande Alleanza Democratica (Gad).
Contestualmente la neonata Gad decide di tenere delle elezioni primarie per trovare un proprio leader «entro febbraio» 2005.
Curiosamente il nome Gad ricorda la proposta di Bertinotti del 26 agosto scorso su Avvenimenti di chiamare l'unione delle opposizioni col termine di «Coalizione Democratica».

## 2005: la sorpresa Vendola e la delusione Bertinotti
Durante l'autunno 2004, Bertinotti incomincia un duro braccio di ferro con la Gad per imporre la candidatura di Nichi Vendola come Presidente della Regione Puglia, in alternativa a quella del margheritino Francesco Boccia, che pure in un primo tempo aveva avuto pure il placet del Prc.
La Gad pugliese è in stallo e per uscirne, il 20 dicembre si arriva al compromesso di organizzare delle elezioni primarie tra Boccia e Vendola per il 16 gennaio 2005. Una soluzione che fino al giorno prima non vedeva d'accordo Bertinotti che era arrivato a minacciare la sua uscita dalla Gad.
La soluzione primarie per dei candidati presidenti per le imminenti elezioni regionali del 2005, era già stata battuta in Calabria il 28 novembre, ma allora s'era trattato di primarie con grandi elettori, in Puglia invece sono aperte a tutti gli elettori pugliesi.
Bertinotti fino al giorno prima è pessimista: «Domani si faranno le primarie, sono una cosa che ci riguarda perché mette di fronte a un contrasto la possibilità di chiamare gli elettori a pronunciare le proprie parole. Vale sul terreno economico come sul terreno politico. Ma manca la forza di una opposizione».
E invece a sorpresa vince Vendola, seppur di strettissima misura e con una partecipazione al voto scarsa.
Due giorni dopo, 18 gennaio, la Gad a Roma decide di rinviare le primarie nazionali a maggio. E Bertinotti non ritira la sua candidatura, mentre si aggiungono anche quelle di Alfonso Pecoraro Scanio e di Antonio Di Pietro.
Nel mezzo si svolgono le regionali in 14 regioni il 3 e il 4 aprile e un nuovo cambio di nome: la Gad diventa l'Unione, nome che piace molto a Bertinotti («mi piace molto, riecheggia anche cose antiche ma ci proietta nel futuro, l'Unione ricorda le Unions, che rappresentano la storia antica della nostra gente e come ricordava un famosissimo slogan, l'unione fa la forza».
Ad aprile l'Unione vince in 12 regioni su 14, compresa la Puglia con Vendola che però è l'unico a vincere con una percentuale inferiore al 50% e senza essere accompagnato da un successo del Prc che in Puglia perde voti. Nelle altre regioni il Prc non va meglio.
Visto il trionfo, Prodi il 5 aprile dichiara che «le primarie non servono più» perché «erano utili in caso di difficoltà elettorali, tali da mettere in discussione appunto la figura del leader«. Bertinotti lo troverà «un errore».
Ma a sorpresa la figura del leader viene rimessa subito in discussione ne La Margherita, dove la componente prodiana finisce in minoranza rispetto a quella rutelliana. Si rischia la scissione e, per scongiurarla, il 20 giugno si decide di fissare definitivamente le primarie nazionali per 16 ottobre.
Le minoranze del Prc non condividono l'entusiasmo del loro segretario verso lo strumento delle primarie, ma decidono ugualmente di appoggiarlo.
Bertinotti, vista la lezione pugliese, stavolta ci crede e si lancia in una campagna elettorale molto dispendiosa quanto originale. A far notizia è soprattutto l'idea di distribuire dei classici post-it della 3M con prestampato un voglio che il cittadino può completare con un proprio desiderio da tramutare in una voce del programma del futuro governo Bertinotti.
Il segretario del Prc, pur non ponendo «limiti alla Provvidenza», punta ad almeno il 12% dei voti (il doppio delle ultime percentuali del Prc, visto che qui non concorre la CdL), ma il vero obbiettivo dichiarato è quello, se proprio si venisse sconfitti, di «spostare a sinistra l'asse dell'Unione», al momento della stesura del programma, dove Bertinotti non conterebbe più come semplice segretario di partito, ma come leader di un'area di sinistra radicale più vasta.
Tuttavia Prodi aveva già precisato che chi vinceva, guadagnava anche il diritto di dire l'ultima sul programma de l'Unione.
La partecipazione al voto sarà superiore di sette volte rispetto ai pronostici, ma per Bertinotti sarà un risultato molto deludente: arriva secondo dietro Prodi, raccogliendo appena 631.592 voti (14,7%). Un buco nell'acqua, rispetto alle proprie ambizioni, che scateneranno durissime critiche dalle minoranze nel partito.

## Luci e ombre al VI congresso
Come si è già detto, il Prc del 2004 è ormai definitivamente spaccato in due su tutto, e Bertinotti riesce a far passare le sue proposte in Dn e Cpn con margini molto ristretti.
Il dibattito congressuale, inoltre, non parte nel migliore dei modi. Bertinotti infatti decide di pubblicare su Liberazione del 12 settembre 2004 le 15 tesi per il congresso, ufficialmente come «contributo» personale. Ma le minoranze interpretano il gesto come un'arroganza del segretario che apre a sorpresa un dibattito congressuale delicato e senza prima passare dalle sedi deputate alle discussioni di partito.
Nella Direzione Nazionale del 21 settembre, a proposito del perché delle tesi su Liberazione, dirà che «lo abbiamo fatto per offrire un contributo di discussione a tutto campo e favorire una discussione libera, fuori da steccati di appartenenze. Con spirito aperto e costruttivo, dovremo farne una discussione aperta anche su Liberazione che rappresenta uno strumento essenziale per il Partito».
A tempo da record, le 15 tesi iniziano a circolare in piccoli libretti blu in tutte le sedi del Prc. Nel Cpn del 30 e 31 ottobre la maggioranza decide di andare a un congresso a mozioni contrapposte, scontentando l'Ernesto che chiedeva un congresso a tesi emendabili.
Il Cpn del 20 e 21 novembre licenzia ben 5 documenti congressuali, rappresentativi delle 5 macroanime del partito. Le 15 tesi di Bertinotti diventano mozione congressuale (L'alternativa di società), con appena il 56% dei voti.
I congressi di circolo si giocano in un clima teso e di sospetto, perché le minoranze denunciano un aumento imprevisto ed eccessivo di tesserati che, a loro dire, servono a far vincere agilmente il congresso a Bertinotti.
Non aiuta poi un'intervista rilasciata dal segretario su l'Unità del 10 gennaio in cui dichiara secco: «Vorrei che fosse chiaro che il congresso decide con il 51%. È nella sua potestà, altrimenti si toglie legittimità e valore al voto degli iscritti al partito. Garantire che la maggioranza farà vivere la sua linea è un elemento di responsabilità necessaria per dare dignità al voto di ogni iscritto. (...) Io non sono un segretario di sintesi. Quella della sintesi è una categoria che non mi appartiene. Un partito, come ogni organismo democratico, è meglio se riesce ad essere il più unitario e convergente possibile in una scelta. Ma in ogni caso vale la democrazia: si scelgono e si praticano con nettezza delle scelte e ci si espone alla verifica del congresso, che dirà se la linea costruita ha il consenso oppure no. Ma se si supera il 50% vuol dire che il consenso ce l'ha, punto, si governa il partito e si porta avanti quella linea».
Le tesi vincente dei bertinottiani si presenta in forma molto snella e conferma tutte le svolte degli ultimi anni.
Il 3 marzo al Palazzo del Cinema del Lido di Venezia, si apre quello che verrà ricordato come il congresso più violento del Prc. Bertinotti può contare su 409 delegati, Grassi su 181, Ferrando e Malabarba su 45 ciascuno e Bellotti su 11.
Bertinotti apre avvertendo che è l'ultima volta che si fa eleggere segretario e che punta a un «ricambio generazionale» con i giovani che non hanno conosciuto il Pci o Dp.
Poi la sorpresa, Pietro Ingrao manda una lettera con la quale annuncia che si iscriverà al Prc. Il 9 aprile anche Pietro Folena si avvicinerà a Rifondazione, ma da indipendente.
Il giorno dopo però prende la parola l'attore Leo Gullotta per leggere delle lettere di partigiani. Un gruppo inizia a contestarlo e a rinfacciargli la sua recente partecipazione da protagonista al film per la Tv Il cuore nel pozzo sulle foibe. Bertinotti scorgerà un'«insopportabile grado di intolleranza in questo partito».
Dopo giorni di dibattito duro, nelle sue conclusioni, il 6 marzo, Bertinotti non potrà fare a meno di dire che è stato un «congresso aspro di cui mi piacerebbe si dimenticassero le volgarità, le rozzezze, le aggressioni».
Alle accuse di chi vede nel Prc un partito sempre meno comunista, risponde: «In questo partito si parla spesso come se solo qualcuno fosse comunista. In questo partito siamo tutti comunisti e comuniste, anzi bisognerebbe ricordare che non c'è penuria perché in Italia sono due i partiti che si dicono comunisti e forse una domanda opportuna è perché noi siamo qui e non là e la mia risposta a questa domanda è una nuova domanda. Vi chiedo e chiedo a tutti noi, cosa saremmo noi oggi senza quelle che sono chiamate le svolte, senza la rottura contro lo stalinismo, senza la scelta di Genova e il movimento, senza la critica del potere, senza la nonviolenza, senza la sinistra europea, senza la proposizione della sinistra alternativa?».
Commenterà Prodi: «Bertinotti ha presentato il progetto di un partito riformista che vuole far parte dell'Unione».
Bertinotti viene rieletto dal Cpn con 143 sì, 85 no e 2 astenuti (30 non hanno partecipato al voto), nonostante le 4 minoranze abbiano poi deciso di coalizzarsi quando hanno saputo che la segreteria sarebbe stata non più unitaria (cioè rappresentativa di tutte e 5 le mozioni), ma di soli bertinottiani.

## L'ultimo anno di opposizione (2005-2006)
Archiviate le elezioni regionali del 2005, il Prc inizia la lunga marcia verso le elezioni politiche del 2006.
Il 26 giugno 2005 nell'inserto Queer di Liberazione, viene pubblicato un articolo che creerà nuove scosse nel partito. Titolo: L'ano tra sesso e rivoluzione. Sottotitolo: Che cosa si nasconde dietro la negazione del piacere anale? Si può relegare a un fatto solo privato? La vera rivoluzione diceva Parinetto passa da qui, suscitando anche le ire del comunismo ortodosso.
L'articolo è dello scrittore Aldo Nove ed è dedicato alle teorie del filosofo Luciano Parinetto, il quale sosteneva che «la rivoluzione proletaria passa anche attraverso il buco del culo». Proteste furibonde alle quali Nove sarà costretto a replicare su Liberazione del 29 giugno.
Ancora proteste susciterà il 7 luglio l'astensione dei senatori del Prc sulla legge che introduce il reato dell'infibulazione e le mutilazioni femminili. Secondo i senatori si rischiava di appoggiare «una norma che si limita a reprimere, senza garantire la concreta possibilità a donne e bambine destinate a essere sacrificate di sfuggire al loro destino», si chiedeva cioè non solo di riconoscere il reato dell'infibulazione, ma anche «di concedere permessi di soggiorno e protezione alle vittime di queste pratiche e di riconoscere il diritto di asilo a donne, adolescenti e bambine che rischiano di subire la mutilazione genitale». Rifiutate le richieste del Prc, è nata l'idea dell'astensione. Ma per altri si è «scritto una pagina vergognosa che offende tutte le donne».
Il 10 settembre La Stampa, anticipando la pubblicazione del libro-intervista a Bertinotti Io ci provo, rivela che il segretario del Prc punta a ottenere la presidenza della Camera.
Il 17 novembre sul Corriere della Sera, viene pubblicata un'intervista a Bertinotti sulla proposta di Enrico Boselli di rivedere il Concordato Stato-Chiesa. Dice Bertinotti: «Se qualcuno mi chiedesse: inseriresti il Concordato nell'agenda delle urgenze? No, non la inserirei, non mi sembra sia tra le priorità dell'Italia. Stesso discorso per l'Otto per mille. Bisognerà invece aprire una discussione su come garantire laicità e convivenza a uno Stato sempre più multireligioso, multietnico, multiculturale. Creare un cortocircuito e partire da un punto conclusivo, segnato dalla storia passata come il Concordato o l'otto per mille sarebbe un errore. Per farmi capire meglio: per la mia storia personale non toglierei mai un crocifisso da un'aula che lo ospita da anni. Semmai procederei per aggiunta».
Due giorni dopo dalle stesse colonne il direttore di Liberazione Sansonetti non ci sta: «Mi sembra una strategia al ribasso. Meglio mettere nel pacchetto delle nostre proposte anche la revisione del Concordato e dell'8 per mille. Lo dico perché siamo di fronte a una Chiesa che esercita una visibile ingerenza. Poi, nella trattativa con gli alleati, vedremo come andrà a finire. (...) Capisco i suoi timori. Però credo che questa volta abbia fatto troppe concessioni alla Chiesa».
Ma il vero scossone arriva col Cpn del 26 novembre. Qui Bertinotti lancia l'idea di «determinare una precipitazione nella costruzione della sinistra di alternativa. Il tempo dell'attesa e della discussione astratta è finito. Proponiamo quindi un salto: l'avvio di una fase per una prima configurazione della sinistra di alternativa attraverso una proposta compiuta in un tempo breve, concentrato e definito (due, tre mesi). Cosa non proponiamo? La federazione tra forze politiche, peggio che mai, una federazione tra forze politiche a fini elettorali. (...) Proponiamo, al contrario, di dare vita a una soggettività politica condivisa tra forze differenti, che si sono incontrate in questi anni in un comune percorso dentro i movimenti e, in questa fase recente, dentro il confronto delle primarie. Una aggregazione per la quale non è sufficiente un'intesa programmatica ma serve una cultura politica condivisa e che trova come riferimento l'irruzione dei movimenti e gli elementi di innovazione che Rifondazione ha contribuito a promuovere. Su questa base condivisa la sinistra critica può ridefinirsi in un rapporto di connessione stabile. I riferimenti per questa costruzione sono rappresentati dal Partito della Sinistra Europea e dalla straordinaria esperienza delle primarie. (...) Ciò che proponiamo, per dirla con una sintesi, è la costituzione di una Sezione italiana del Partito della Sinistra Europea nella quale il Partito della Rifondazione Comunista, soggettività (in quanto tali o nelle loro espressioni più rilevanti) che sono disponibili a questa esperienza, singole personalità che già hanno aderito alla Sinistra Europea o che intendano farlo, possano incontrarsi, darsi una configurazione e compiere un percorso comune».
Con voci diverse, le opposizioni interne non vedono di buon occhio la costruzione della Se-Sezione italiana, né tanto meno il presunto successo di Bertinotti alle primarie. Comunque sia la proposta Bertinotti passa con 108 voti favorevoli.
Pochi giorni dopo, Bertinotti parte in visita ufficiale in Cina. È una visita ufficiale e cordiale, dove però il Prc prende le distanze dal comunismo cinese e viceversa.
L'11 gennaio 2006 viene presentata la bozza del programma di governo dell'Unione. Al Pdci non piace e non lo firma, poco dopo fanno altrettanto Prc e Verdi.
Il 9 febbraio Bertinotti è ospite di Maurizio Costanzo su Canale 5 e garantisce che «il prossimo governo, se sarà del centrosinistra, resterà in carica per tutti i 5 anni previsti», anzi «durerà tre legislature».
L'11 febbraio la Direzione Nazionale dà il via libera alla sottoscrizione del programma dell'Unione. Le opposizioni interne votano contro.
Il 19 marzo Bertinotti annuncia l'ultima svolta, anzi la «svolta delle svolte», come la chiamerà lui stesso, in occasione della manifestazione di presentazione dei candidati per le elezioni politiche e del progetto della Sezione Italiana della Se.
Secondo il segretario di Rifondazione Comunista «abbiamo bisogno di una forte ipotesi revisionistica, ovvero ripensare tutto l'impianto culturale della nostra storia» per «mettere al centro non più il lavoro ma i lavoratori», cioè sostituire il concetto di «classe con quello di persona».
Ricorda come «nella nostra storia troppo spesso l'uguaglianza ha fatto premio sulla libertà». E per questo «la nuova cultura politica di questo Partito della Sinistra Europea deve saper conciliare le due cose molto di più e meglio di quanto in passato abbia fatto il movimento operaio. La libertà della persona non è una concessione all'avversario ma un concetto fondamentale per qualsiasi sinistra moderna», che, quindi, «dovrà magari recuperare il Marx della critica allo sfruttamento e all'alienazione che negli ultimi venticinque anni è stato rimosso», ma per poi «oltrepassarlo. E immettere dentro si sé elementi nuovi, la comunità, la persona, la libertà appunto».
Di fatto Bertinotti rinnega il comunismo per allargare il bacino di voti a una sinistra più generica: «Io mi rendo conto che il mio Partito, Rifondazione comunista, non basta. E allora mi apro al meticciato con associazioni, movimenti, persone che in questi anni si sono appunto mosse a sinistra, contro la guerra, contro il liberismo, sull'ambiente, sui diritti civili, ma che in un partito che si chiama comunista non entrerebbero mai. E allora sono io che mi dichiaro disposto a entrare in un nuovo soggetto politico, un partito che si dia l'obiettivo di creare una Sinistra alternativa europea».
In tutto questo, per Bertinotti occorre «riuscire a dotarci di una nuova armatura teorica, culturale, politica che ci consenta di guardare non solo al domani ma anche al dopo. Per la sinistra il governo è un passaggio difficile, potremmo definirlo una traversata nel deserto. Più acqua ci portiamo dietro, meglio la facciamo».